# Convocazioni all'European Golden League femminile 2021
Elenco delle giocatrici convocate per l'European Golden League 2021.

## Azerbaigian
| N° | Nome                  | Ruolo | Data di nascita  | Squadra              |
| -- | --------------------- | ----- | ---------------- | -------------------- |
| -  | Vugar Aliyev          | All   | 19 gennaio 1974  | -                    |
| 1  | Leyla Parshkova       | S     | 19 agosto 1998   | -                    |
| 2  | Raziya Aliyeva        | L     | 29 agosto 2002   | Abşeron              |
| 4  | Ilhama Aliyeva        | S     | 4 settembre 1999 | Murov                |
| 6  | Ayşən Əbdüləzimova    | C     | 11 aprile 1993   | Sarıyer              |
| 10 | Anastasiya Mertsalova | C     | 17 luglio 2001   | Maccabi Hod Hasharon |
| 11 | Anastasiia Baidiuk    | S     | 5 dicembre 1999  | Murov                |
| 14 | Kryscina Besman       | P     | 13 febbraio 1996 | Lipeck               |
| 15 | Nilufar Aghazada      | C     | 19 giugno 2001   | -                    |
| 16 | Iuliia Karimova       | L     | 7 febbraio 1988  | Azərreyl             |
| 18 | Shafagat Alishanova   | P     | 3 agosto 1991    | Abşeron              |
| 19 | Bəyaz Əliyeva         | L     | 9 giugno 1990    | Mubariz              |
| 21 | Kseniya Pavlenko      | C     | 30 agosto 1993   | Azərreyl             |
| 22 | Maryia Kiryliuk       | C     | 16 febbraio 1995 | -                    |

## Bielorussia
| N° | Nome                 | Ruolo | Data di nascita   | Squadra             |
| -- | -------------------- | ----- | ----------------- | ------------------- |
| -  | Denis Matveev        | All   | 10 dicembre 1977  | Vicebsk             |
| 1  | Viktoryja Hanieva    | L     | 26 aprile 1996    | Minčanka            |
| 4  | Anastasija Kananovič | P     | 1º maggio 1993    | Minčanka            |
| 8  | Kacjaryna Sakol'čik  | S     | 27 luglio 1993    | Leningradka         |
| 9  | Nadzeja Uladyka      | C     | 2 gennaio 1992    | Minčanka            |
| 11 | Hanna Klimec         | O     | 4 marzo 1998      | Dinamo Mosca        |
| 13 | Vealeta Bialiauskaya | L     | 31 luglio 2000    | Minčanka            |
| 14 | Darya Vakulka        | O     | 7 giugno 2002     | Minčanka            |
| 16 | Vera Kascjučyk       | O     | 27 settembre 2000 | Uraločka            |
| 17 | Anastasija Šaša      | P     | 6 giugno 1996     | Minčanka            |
| 18 | Hanna Hryškevič      | S     | 8 febbraio 2000   | Pro Victoria        |
| 19 | Hanna Tupikina       | C     | 19 luglio 1992    | Maccabi Hadera      |
| 21 | Alena Lazjuk         | C     | 24 luglio 1990    | Kamunal'nik Mahilëŭ |
| 23 | Yuliya Miniuk        | C     | 23 maggio 2000    | Hämeenlinnan        |

## Bulgaria
| N° | Nome                | Ruolo | Data di nascita  | Squadra         |
| -- | ------------------- | ----- | ---------------- | --------------- |
| -  | Ivan Petkov         | All   | 18 ottobre 1976  | Prometej        |
| 1  | Gergana Dimitrova   | S     | 22 febbraio 1996 | Târgoviște      |
| 2  | Nasja Dimitrova     | C     | 6 novembre 1992  | Dinamo Bucarest |
| 5  | Marija Jordanova    | S     | 25 maggio 2002   | Târgoviște      |
| 6  | Miroslava Paskova   | S     | 16 febbraio 1996 | Marica          |
| 7  | Lora Kitipova       | P     | 19 maggio 1991   | Prometej        |
| 8  | Petja Barakova      | P     | 18 giugno 1994   | Marica          |
| 9  | Borislava Săjkova   | C     | 14 luglio 2000   | Metal Galați    |
| 10 | Mira Todorova       | C     | 12 aprile 1994   | MTV Stoccarda   |
| 11 | Hristina Ruseva     | C     | 1º ottobre 1991  | PTT             |
| 12 | Dima Usheva         | C     | 16 febbraio 2000 | Marica          |
| 13 | Merelin Nikolova    | O     | 17 maggio 2003   | -               |
| 14 | Emilija Nikolova    | O     | 26 dicembre 1991 | PTT             |
| 15 | Žana Todorova       | L     | 6 gennaio 1997   | Marica          |
| 16 | Elica Vasileva      | S     | 13 maggio 1990   | Savino Del Bene |
| 17 | Vangelija Račkovska | S     | 19 luglio 1997   | Újpest          |
| 18 | Galina Karabaševa   | L     | 6 agosto 2002    | Újpest          |
| 19 | Aleksandra Milanova | S     | 4 luglio 2001    | Marica          |

## Croazia
| N° | Nome               | Ruolo | Data di nascita   | Squadra               |
| -- | ------------------ | ----- | ----------------- | --------------------- |
| -  | Daniele Santarelli | All   | 8 giugno 1981     | Imoco                 |
| 1  | Rene Sain          | L     | 23 aprile 1997    | RC Cannes             |
| 2  | Andrea Mihaljević  | S     | 21 febbraio 2003  | Dinamo Zagabria       |
| 3  | Ema Strunjak       | C     | 24 settembre 1999 | Vasas                 |
| 4  | Božana Butigan     | C     | 19 agosto 2000    | Imoco                 |
| 5  | Nikolina Božičević | L     | 14 gennaio 1995   | Metal Galați          |
| 6  | Klara Perić        | P     | 30 marzo 1998     | HAOK Mladost          |
| 8  | Katarina Pavičić   | S     | 17 maggio 1999    | HAOK Mladost          |
| 9  | Lucija Mlinar      | S     | 6 maggio 1995     | Wealth Planet Perugia |
| 10 | Matea Ikić         | S     | 25 maggio 1989    | Kuzeyboru             |
| 12 | Beta Dumančić      | C     | 26 marzo 1991     | Bergamo               |
| 13 | Samanta Fabris     | O     | 8 febbraio 1992   | Dinamo-Ak Bars        |
| 14 | Martina Šamadan    | C     | 11 settembre 1993 | Savino Del Bene       |
| 16 | Laura Miloš        | S     | 20 ottobre 1994   | Saint-Raphaël         |
| 17 | Lea Deak           | P     | 27 aprile 2000    | Volero Zurigo         |
| 20 | Dinka Kulić        | S     | 2 agosto 1997     | HAOK Mladost          |

## Francia
| N° | Nome                 | Ruolo | Data di nascita   | Squadra              |
| -- | -------------------- | ----- | ----------------- | -------------------- |
| -  | Émile Rousseaux      | All   | 3 aprile 1961     | -                    |
| 1  | Héléna Cazaute       | S     | 17 dicembre 1997  | ASPTT Mulhouse       |
| 3  | Amandine Giardino    | L     | 30 marzo 1995     | Volero Le Cannet     |
| 5  | Pauline Martin       | C     | 20 ottobre 1995   | Mougins              |
| 9  | Nina Stojiljković    | P     | 1º settembre 1996 | Saint-Cloud Paris SF |
| 11 | Lucille Gicquel      | O     | 13 novembre 1997  | Imoco                |
| 12 | Isaline Sager-Weider | C     | 5 luglio 1988     | RC Cannes            |
| 15 | Amandha Sylves       | C     | 29 dicembre 2000  | Nantes               |
| 20 | Lisa Jeanpierre      | S     | 28 luglio 1999    | Haris                |
| 21 | Eva Elouga           | C     | 14 ottobre 1999   | Quimper              |
| 22 | Manon Moreels        | S     | 22 marzo 2001     | Marcq-en-Barœul      |
| 34 | Lisa Arbos           | S     | 22 novembre 1996  | JAV Olímpico         |
| 38 | Leïa Ratahiry        | S     | 27 settembre 2002 | IFVB                 |
| 63 | Emilie Respaut       | P     | 25 aprile 2003    | IFVB                 |
| 99 | Juliette Gelin       | L     | 2 novembre 2001   | Chamalières          |

## Rep. Ceca
| N° | Nome                   | Ruolo | Data di nascita   | Squadra          |
| -- | ---------------------- | ----- | ----------------- | ---------------- |
| -  | Giannīs Athanasopoulos | All   | 24 agosto 1978    | MTV Stoccarda    |
| 1  | Andrea Kossányiová     | S     | 6 agosto 1993     | BKS              |
| 2  | Eva Hodanová           | S     | 18 dicembre 1993  | Olymp Praha      |
| 3  | Veronika Trnková       | C     | 11 ottobre 1995   | Dukla Liberec    |
| 4  | Gabriela Orvošová      | O     | 28 gennaio 2001   | BKS              |
| 5  | Eva Svobodová          | S     | 6 maggio 1997     | Dukla Liberec    |
| 8  | Barbora Purchartová    | C     | 9 maggio 1992     | Olymp Praha      |
| 10 | Kateřina Valková       | P     | 6 febbraio 1996   | Olomouc          |
| 11 | Veronika Dostalová     | L     | 7 aprile 1992     | Dukla Liberec    |
| 14 | Adela Chevalierová     | L     | 9 ottobre 1997    | Ostrava          |
| 15 | Magdaléna Jehlářová    | C     | 16 gennaio 2000   | Washington State |
| 18 | Pavlína Šimáňová       | C     | 5 aprile 1996     | Olymp Praha      |
| 19 | Petra Kojdová          | S     | 23 settembre 1993 | Újpest           |
| 21 | Lucie Nová             | S     | 3 maggio 1996     | Olomouc          |
| 22 | Ema Kneiflová          | C     | 22 giugno 2002    | Olomouc          |
| 23 | Simona Kopecká         | P     | 28 novembre 1993  | Dukla Liberec    |
| 32 | Ela Koulisiani         | C     | 1º ottobre 2002   | Královo Pole     |

## Romania
| N° | Nome                    | Ruolo | Data di nascita  | Squadra         |
| -- | ----------------------- | ----- | ---------------- | --------------- |
| -  | Luciano Pedullà         | All   | 3 agosto 1957    | -               |
| 1  | Diana Ariton            | C     | 1º gennaio 1998  | Medgidia        |
| 2  | Beatrice Postea         | P     | 29 agosto 1993   | Rapid Bucarest  |
| 3  | Rodica Buterez          | S     | 25 luglio 1999   | Târgoviște      |
| 5  | Ana Radu                | P     | 9 settembre 2001 | Dinamo Bucarest |
| 6  | Mihaela Albu            | L     | 1º gennaio 1994  | Medgidia        |
| 7  | Petruța Orlandea        | C     | 7 aprile 1999    | Târgoviște      |
| 10 | Denisa Ionescu          | C     | 8 luglio 2002    | Argeș Pitești   |
| 11 | Adriana Matei           | S     | 24 maggio 1998   | Medgidia        |
| 12 | Sorina Miclăuș          | S     | 15 aprile 1999   | Metal Galați    |
| 13 | Alexandra Ciucu         | L     | 13 novembre 1995 | Știința Bacău   |
| 14 | Alexia Căruțașu         | O     | 10 giugno 2003   | Yeşilyurt       |
| 15 | Marina Cojocaru         | P     | 31 marzo 1992    | Medgidia        |
| 17 | Francesca Alupei        | C     | 3 gennaio 2003   | Alba-Blaj       |
| 19 | Adelina Budăi-Ungureanu | S     | 29 luglio 2000   | Cuneo Granda    |
| 21 | Iuna Zadorojnai         | O     | 8 gennaio 2001   | Rapid Bucarest  |

## Slovacchia
| N° | Nome                 | Ruolo | Data di nascita   | Squadra           |
| -- | -------------------- | ----- | ----------------- | ----------------- |
| -  | Marco Fenoglio       | All   | 16 marzo 1970     | -                 |
| 2  | Barbora Koseková     | P     | 22 novembre 1994  | Békéscsabai       |
| 3  | Romana Hudecová      | S     | 21 settembre 1993 | Panathīnaïkos     |
| 4  | Dominika Drobňáková  | S     | 4 giugno 1992     | -                 |
| 6  | Karin Palgutová      | S     | 12 febbraio 1993  | Vandœuvre Nancy   |
| 9  | Ema Smiešková        | C     | 3 gennaio 2003    | Pezinok-Bilíkova  |
| 11 | Skarleta Jančová     | L     | 16 gennaio 1997   | Pezinok-Bilíkova  |
| 12 | Nikola Radosová      | S     | 3 maggio 1992     | Nyíregyháza       |
| 13 | Romana Krišková      | O     | 2 maggio 1993     | Nevşehir          |
| 14 | Tereza Hrušecká      | C     | 2 luglio 2002     | Pezinok-Bilíkova  |
| 15 | Karolína Fričová     | S     | 29 aprile 2000    | Prostějov         |
| 16 | Anna Kohútová        | P     | 10 aprile 2003    | Pezinok-Bilíkova  |
| 19 | Katarína Körmendyová | C     | 25 aprile 1999    | Slávia Bratislava |
| 21 | Ema Magdinová        | L     | 4 gennaio 1999    | Slávia Bratislava |
| 22 | Maria Žernovič       | S     | 8 gennaio 1993    | Vasas             |

## Spagna
| N° | Nome                | Ruolo | Data di nascita  | Squadra             |
| -- | ------------------- | ----- | ---------------- | ------------------- |
| -  | Pascual Saurín      | All   | 26 febbraio 1967 | JAV Olímpico        |
| 1  | Ariadna Priante     | P     | 20 aprile 2002   | JAV Olímpico        |
| 4  | Lucía Prol          | S     | 30 novembre 1999 | Emevé               |
| 5  | Alba Sánchez        | L     | 9 settembre 1991 | JAV Olímpico        |
| 6  | Lucrecia Castellano | C     | 18 giugno 2000   | JAV Olímpico        |
| 7  | Carmen Unzúe        | C     | 3 maggio 1997    | Alcobendas          |
| 8  | Carlota García      | C     | 21 febbraio 1992 | Ciutadella          |
| 9  | Raquel Lázaro       | P     | 4 gennaio 2000   | Southern California |
| 10 | Inmaculada Lavado   | C     | 2 maggio 1999    | Emevé               |
| 12 | Lucía Varela        | C     | 10 agosto 2003   | JAV Olímpico        |
| 14 | Belly Nsunguimina   | S     | 20 aprile 1992   | Franches-Montagnes  |
| 16 | María Segura        | S     | 10 giugno 1992   | MTV Stoccarda       |
| 17 | Ana Escamilla       | S     | 10 luglio 1988   | UYBA                |
| 18 | Carla Jiménez       | C     | 14 giugno 2002   | Emevé               |
| 20 | Raquel Montoro      | O     | 25 novembre 2002 | JAV Olímpico        |
| 21 | Margalida Piza      | L     | 27 maggio 2000   | Alcobendas          |
| 23 | Denia Bravo         | S     | 14 aprile 1998   | Algar Surmenor      |

## Ucraina
| N° | Nome                 | Ruolo | Data di nascita  | Squadra  |
| -- | -------------------- | ----- | ---------------- | -------- |
| -  | Volodimir Orlov      | All   | 16 maggio 1966   | -        |
| 1  | Kateryna Dudnyk      | S     | 30 dicembre 1995 | Prometej |
| 2  | Diana Karpec'        | C     | 6 agosto 1996    | Prometej |
| 3  | Olena Rudyk          | P     | 25 maggio 1996   | Odush    |
| 6  | Krystyna Nemceva     | L     | 15 giugno 1998   | Chimik   |
| 8  | Oksana Yakovchuk     | S     | 21 aprile 1995   | Chimik   |
| 9  | Julija Bojko         | S     | 12 aprile 1998   | Chimik   |
| 10 | Karyna Denysova      | S     | 28 dicembre 1997 | Quimper  |
| 11 | Anna Charčyns'ka     | O     | 25 maggio 2001   | Prometej |
| 13 | Anastasija Karas'ova | L     | 12 maggio 1993   | Odush    |
| 14 | Dar'ja Velykokon'    | P     | 11 aprile 2002   | Chimik   |
| 15 | Yevheniia Khober     | O     | 12 marzo 2001    | Chimik   |
| 18 | Maryna Mel'nynčenko  | C     | 7 maggio 1998    | Prometej |
| 19 | Anastasiia Maievska  | C     | 6 gennaio 2001   | Chimik   |
| 21 | Viktoriia Danchak    | S     | 11 gennaio 2000  | Odush    |

## Ungheria
| N° | Nome             | Ruolo | Data di nascita  | Squadra           |
| -- | ---------------- | ----- | ---------------- | ----------------- |
| -  | Jakub Głuszak    | All   | 1º gennaio 1986  | Vasas             |
| 2  | Fruzsina Tóth    | L     | 30 dicembre 1999 | Nyíregyháza       |
| 3  | Adrienn Vezsenyi | O     | 15 ottobre 1997  | MTK Budapest      |
| 4  | Fanni Bagyinka   | P     | 7 maggio 1998    | Újpest            |
| 7  | Kata Török       | S     | 26 maggio 1998   | Vasas             |
| 9  | Dalma Juhár      | L     | 14 ottobre 1999  | Vasas             |
| 10 | Kinga Szűcs      | S     | 8 giugno 1993    | Kaposvári         |
| 11 | Orsolya Papp     | C     | 18 luglio 1997   | MTK Budapest      |
| 13 | Anett Németh     | O     | 13 dicembre 1999 | Coastal Carolina  |
| 14 | Zsófia Gyimes    | C     | 14 agosto 1996   | Bordeaux-Mérignac |
| 15 | Hanna Bodovics   | C     | 10 ottobre 1996  | Kaposvári         |
| 17 | Réka Bleicher    | P     | 15 ottobre 1995  | Alba-Blaj         |
| 18 | Eszter Pekárik   | C     | 8 dicembre 1996  | Békéscsabai       |
| 19 | Gréta Kiss       | S     | 6 maggio 1998    | Vasas             |
| 20 | Doroti Takács    | S     | 24 agosto 1997   | Vasas             |